# Paris Masters 2008

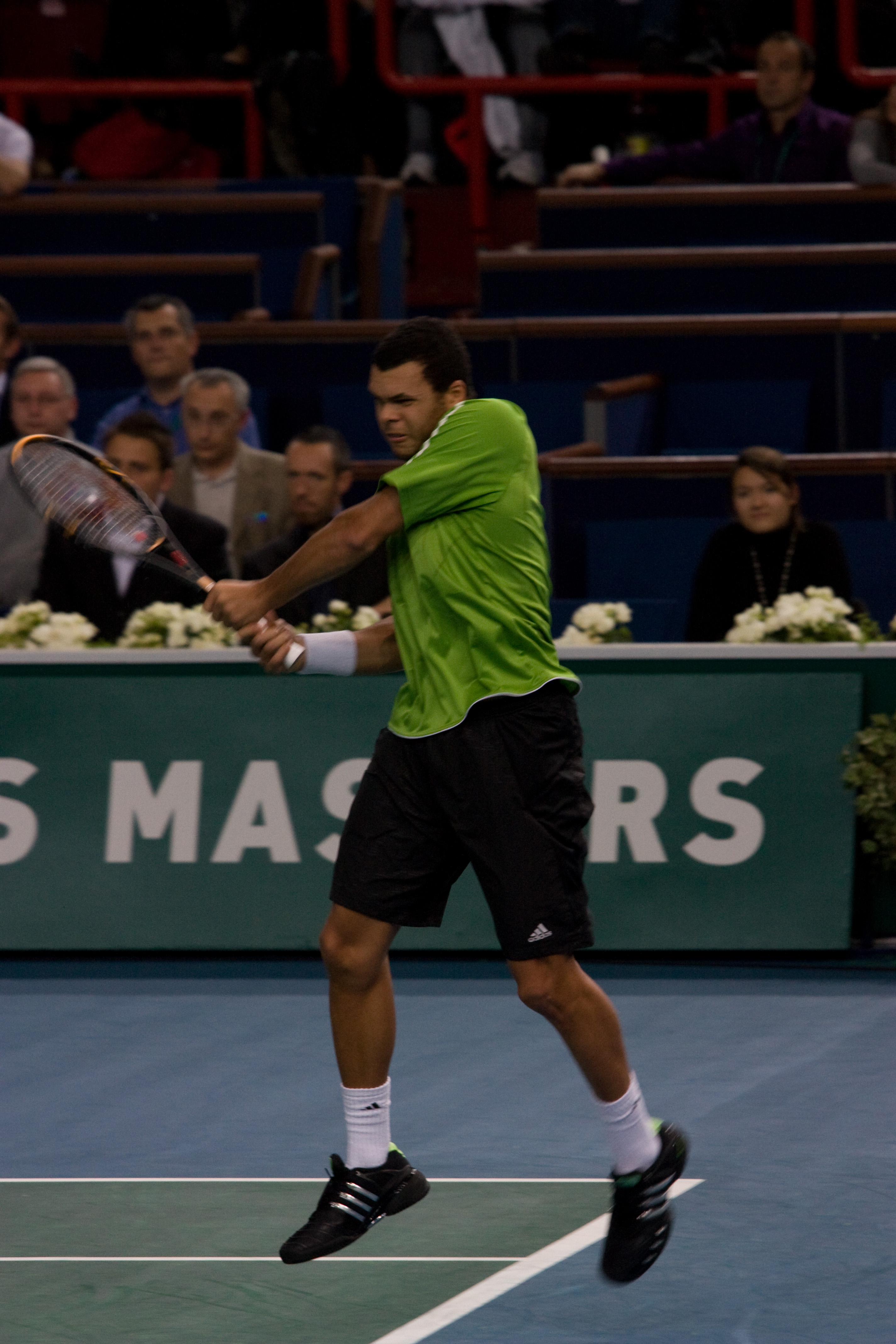
il vincitore Jo-Wilfried Tsonga

Il Paris Masters 2008 (conosciuto anche come BNP Paribas Masters per motivi di sponsorizzazione) è stato un torneo di tennis che si è giocato sul cemento indoor. È stata la 37ª edizione del Paris Masters, che fa parte della categoria ATP Masters Series nell'ambito dell'ATP Tour 2008. Il torneo si è giocato nel Palais omnisports de Paris-Bercy di Parigi in Francia, dal 25 ottobre al 2 novembre 2008.

## Campioni

### Singolare
Jo-Wilfried Tsonga ha battuto in finale  David Nalbandian con il punteggio di 6–3, 4–6, 6–4

### Doppio
Jonas Björkman /  Kevin Ullyett hanno battuto in finale  Jeff Coetzee /  Wesley Moodie con il punteggio di 6–2, 6–2